# Bundesliga de 1996–97
A Primeira Divisão da Bundesliga de 1996–97, denominada oficialmente de Fußball-Bundesliga 1996-1997, foi a 34º edição da principal divisão do futebol alemão. O campeão foi o FC Bayern München que conquistou seu 14º título na história do Campeonato Alemão.

## Premiação
| Bundesliga de 1996–97                   |
| Baviera                                 |
| --------------------------------------- |
| FC BAYERN MÜNCHEN Campeão (14.º título) |